# Transaction juridique
La transaction est un contrat permettant de mettre fin à une contestation née, ou de prévenir une contestation à naître.

## Droit belge
En droit belge, la transaction juridique est un contrat régi par le Code civil belge (article 2044)[réf. non conforme].

## Droit des pays de common law
En droit anglo-saxon et dans les pays de common law, la pratique de l'accord de règlement négocié (settlement) dépend du droit civil.

## Droit français
En droit français, la transaction juridique est un contrat régi par le Code civil français, au livre III, titre XV (articles 2044 à 2058).
La transaction résulte d'une volonté de transiger des parties. Cela suppose au départ d'un litige, auquel les parties souhaitent mettre un terme de façon amiable, sans passer devant une juridiction d'État. À ces deux conditions légales (d'une part litige né ou à naître et d'autre part volonté d'y mettre fin), la jurisprudence a ajouté une troisième condition : des concessions réciproques des parties à la transaction.La faculté de transiger peut aussi être prévenue dans le contrat initial, pour des raisons de confidentialité, notamment en matière commerciale.La transaction ne peut être remise en cause. On peut néanmoins en demander la nullité en attaquant ses conditions de formation. Pour des raisons de preuve, la transaction doit être écrite, et signée des parties.

## Droit québécois
En droit québécois, la transaction juridique (appelée aussi « règlement hors cour » ou « arrangement à l'amiable ») est un contrat régi par le Code civil du Québec (articles 2631 à 2637),